# Alyxia

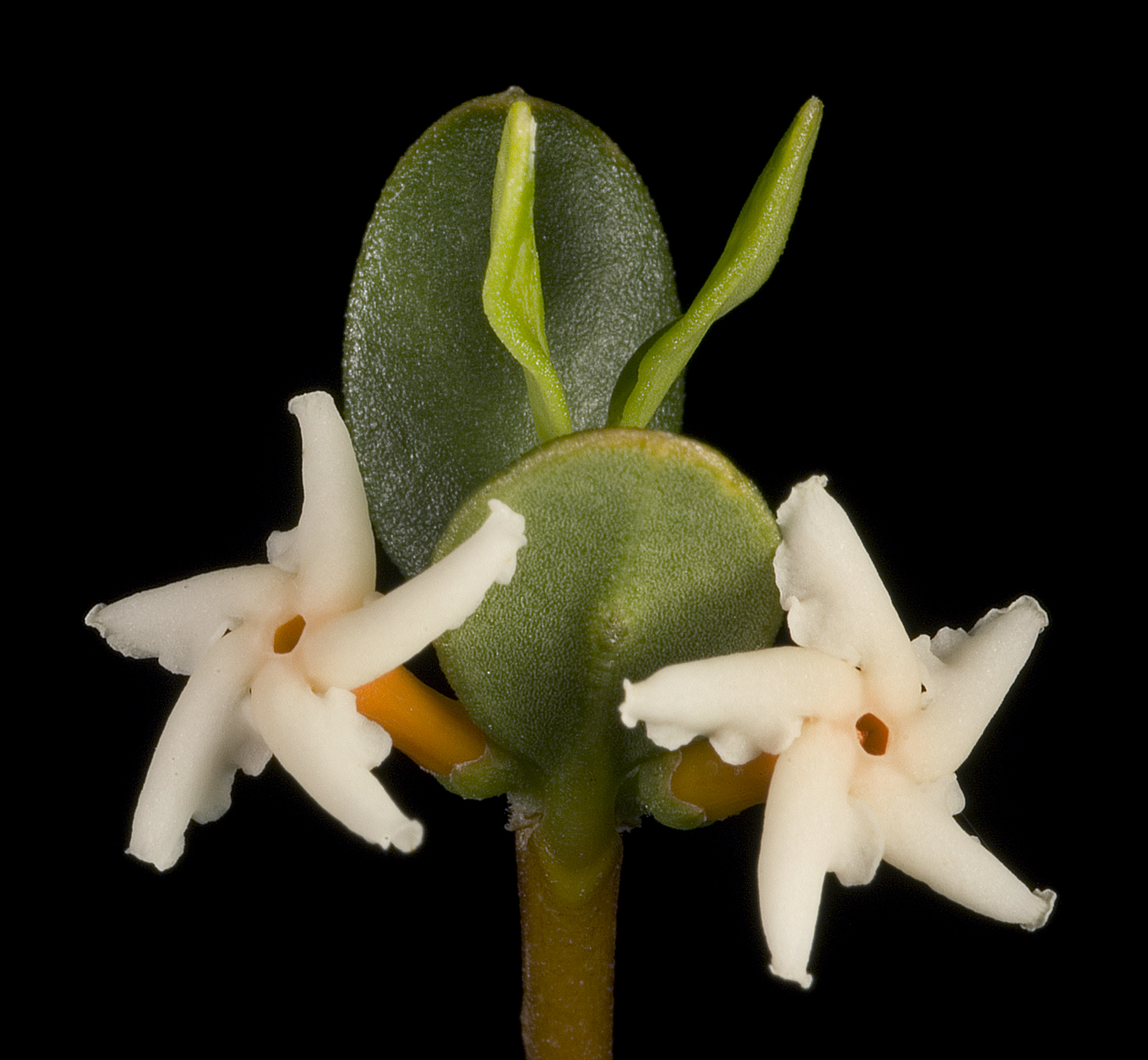
Kwiaty Alyxia buxifolia

Alyxia (Alyxia) – rodzaj roślin należących do rodziny toinowatych. Należy do niego 106 gatunków roślin. Rośliny z rodzaju Alyxia występują w południowo-wschodniej Azji, Chinach, Malezji, Australii, Nowej Kaledonii i wyspach Pacyfiku (m.in. na Hawajach). 

## Systematyka
Synonimy

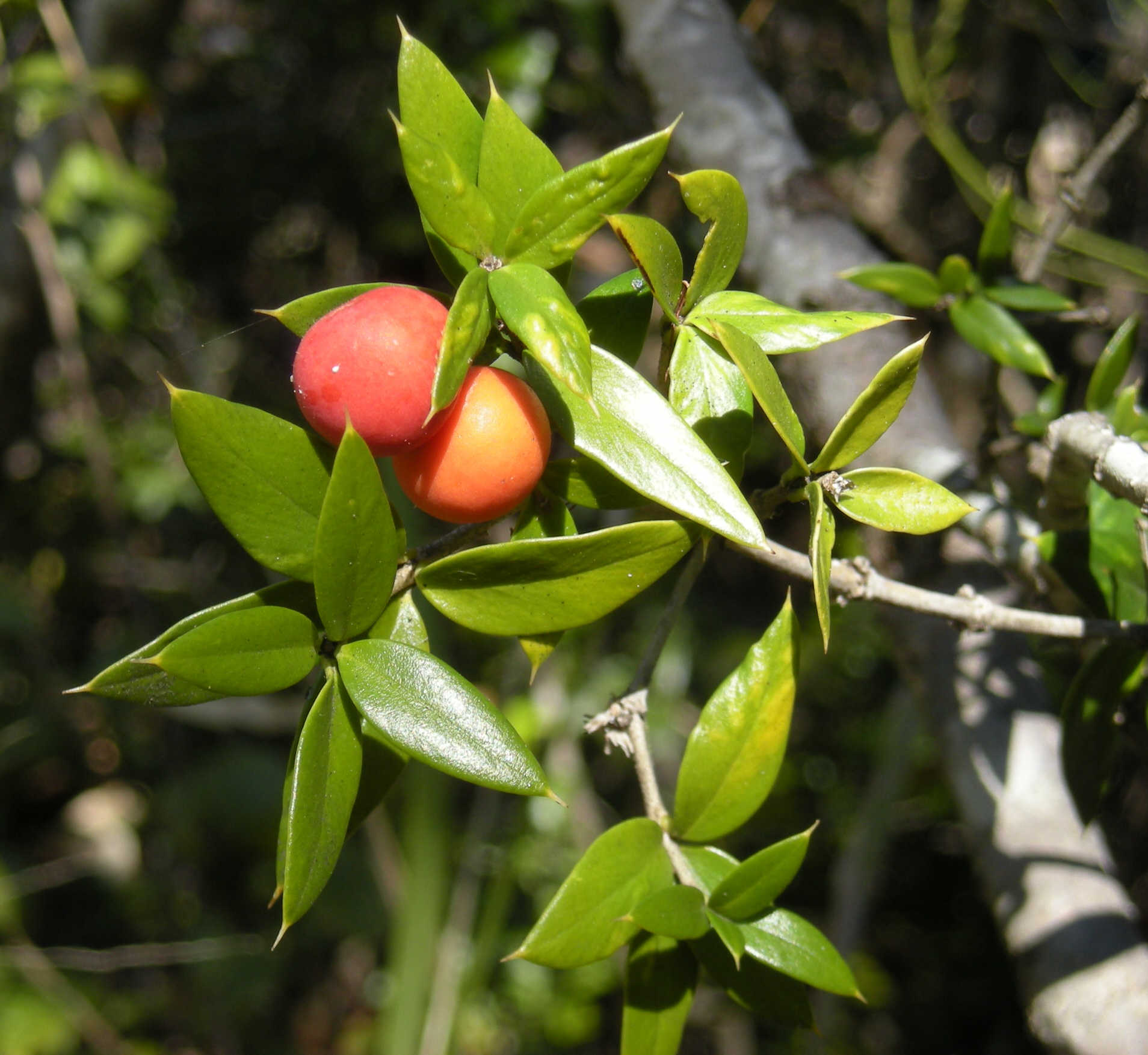
Alyxia ruscifolia

Alyxia stellata

Discalyxia Markgr., Gynopogon J. R. Forst. & G. Forst., Paralstonia Baill.
Pozycja systematyczna według APweb (aktualizowany system APG III z 2009)
Należy do podrodziny Rauvolfioideae Kosteletzky, rodziny toinowatych (Apocynaceae ), która jest jednym z kladów w obrębie rzędu goryczkowców (Gentianales) z grupy astrowych spośród roślin okrytonasiennych
Pozycja w systemie Reveala (1993-1999)
Gromada okrytonasienne (Magnoliophyta Cronquist), podgromada Magnoliophytina Frohne & U. Jensen ex Reveal, klasa Rosopsida Batsch, podklasa jasnotowe (Lamiidae Takht. ex Reveal), nadrząd Gentiananae Thorne ex Reveal, rząd toinowce (Apocynales Bromhead), rodzina toinowate (Apocynaceae Juss), plemię  Alyxieae  G. Don, podplemię Alexyinae A. DC., rodzaj Alyxia Banks ex R. Br.
Wykaz gatunków
- Alyxia acuminata K.Schum.
- Alyxia angustifolia Ridl.
- Alyxia angustissima Merr. & Quisumb.
- Alyxia annamensis Pit.
- Alyxia arfakensis Kaneh. & Hatus.
- Alyxia baillonii Guillaumin
- Alyxia balansae Pit.
- Alyxia bracteolosa Rich. ex A.Gray
- Alyxia buxifolia R.Br.
- Alyxia cacuminum Markgr.
- Alyxia caletioides (Baill.) Guillaumin
- Alyxia celebica D.J.Middleton
- Alyxia clusiophylla (Baill.) Guillaumin
- Alyxia composita Warb.
- Alyxia concatenata (Blanco) Merr.
- Alyxia cylindrocarpa Guillaumin
- Alyxia defoliata Markgr.
- Alyxia efatensis Guillaumin
- Alyxia erythrosperma Gillespie
- Alyxia evansii D.J.Middleton
- Alyxia fascicularis (Wall. ex G.Don) Benth. ex Hook.f.
- Alyxia floribunda Markgr.
- Alyxia funingensis Tsiang & P.T.Li
- Alyxia ganophylla Markgr.
- Alyxia glaucophylla Van Heurck & Müll.Arg.
- Alyxia globosa D.J.Middleton
- Alyxia graciliflora D.J.Middleton
- Alyxia gracilis (Wall. ex A.DC.) Benth. ex Hook.f.
- Alyxia grandis P.I.Forst.
- Alyxia gynopogon Roem. & Schult.
- Alyxia hainanensis Merr. & Chun
- Alyxia halmaheirae Miq.
- Alyxia hurlimannii Guillaumin
- Alyxia ilicifolia F.Muell.
- Alyxia kaalaensis Boiteau
- Alyxia kabaenae Markgr.
- Alyxia kendarica Markgr.
- Alyxia kwalotabaa D.J.Middleton
- Alyxia lackii D.J.Middleton
- Alyxia lamii Markgr.
- Alyxia laurina Gaudich.
- Alyxia leucogyne Van Heurck & Müll.Arg.
- Alyxia linearis Markgr.
- Alyxia loeseneriana Schltr.
- Alyxia longiloba D.J.Middleton
- Alyxia luzoniensis Merr.
- Alyxia magnifolia F.M.Bailey
- Alyxia manusiana D.J.Middleton
- Alyxia margaretae Boiteau
- Alyxia marginata Pit.
- Alyxia markgrafii Tsiang
- Alyxia menglungensis Tsiang & P.T.Li
- Alyxia microphylla Markgr.
- Alyxia minutiflora D.J.Middleton
- Alyxia monticola C.B.Rob.
- Alyxia mucronata D.J.Middleton
- Alyxia muguma D.J.Middleton
- Alyxia mujongensis Markgr.
- Alyxia multistriata Markgr.
- Alyxia nathoi Lý
- Alyxia oblongata Domin
- Alyxia obovatifolia Merr.
- Alyxia oleifolia King & Gamble
- Alyxia oppositifolia Boiteau
- Alyxia orophila Domin
- Alyxia oubatchensis (Schltr.) Guill. ex Boiteau
- Alyxia palawanensis Markgr.
- Alyxia papuana D.J.Middleton
- Alyxia parvifolia (Merr.) Merr.
- Alyxia pilosa Miq.
- Alyxia podocarpa Van Heurck & Müll.Arg.
- Alyxia poyaensis (Boiteau) D.J.Middleton
- Alyxia pseudosinensis Pit.
- Alyxia pugio Markgr.
- Alyxia pullei Markgr.
- Alyxia punctata Kaneh. & Hatus.
- Alyxia purpureoclada Kaneh. & Hatus.
- Alyxia racemosa Pit.
- Alyxia reinwardtii Blume
- Alyxia ridleyana Wernham
- Alyxia rostrata (Markgr.) Markgr.
- Alyxia royeniana Markgr.
- Alyxia rubricaulis (Baill.) Guillaumin
- Alyxia ruscifolia R.Br.
- Alyxia sarasinii Guillaumin
- Alyxia scabrida Markgr.
- Alyxia schlechteri H.Lév.
- Alyxia semipallescens F.Muell.
- Alyxia siamensis Craib
- Alyxia sinensis Champ. ex Benth.
- Alyxia sleumeri Markgr.
- Alyxia sogerensis Wernham ex S.Moore
- Alyxia solomonensis D.J.Middleton
- Alyxia spicata R.Br.
- Alyxia squamulosa C.Moore & F.Muell.
- Alyxia stellata (J.R.Forst. & G.Forst.) Roem. & Schult.
- Alyxia sulana Markgr.
- Alyxia tetanifolia Cranfield
- Alyxia tetraquetra Markgr.
- Alyxia thailandica D.J.Middleton
- Alyxia tisserantii Montrouz.
- Alyxia torquata (Baill.) Guillaumin
- Alyxia tropica (P.I.Forst.) D.J.Middleton
- Alyxia uniflora D.J.Middleton
- Alyxia veillonii D.J.Middleton
- Alyxia vera D.J.Middleton